# ¿Duerme usted, señor presidente?

¿Duerme usted, señor Presidente? es el poemario que ha sido catalogado como la obra cumbre del escritor venezolano Caupolicán Ovalles. El texto fue publicado por primera vez en Caracas en 1962, por las Ediciones del Techo de la Ballena, principal grupo artístico y literario de los movimientos de izquierda y vanguardia de la Venezuela de mediados del siglo XX. En 1973 fue reeditado por el MÁS y en 2010 por la editorial Mondadori. Actualmente, se encuentra disponible en digital en la web de El Perro y la Rana, y se espera su nueva publicación de la mano de la Fundación Caupolicán Ovalles, con motivo del 65 aniversario del poemario.
Punzante y libre de convencionalismos, este libro revela la mirada crítica de Ovalles ante las labores (o, más bien, ante el adormecimiento) de la dirigencia política de entonces, encabezada por el presidente Rómulo Betancourt.
Se trata del primer libro de poesía de este autor, y se encuentra integrado por cuatro poemas en los que dos llevan el título homónimo del libro. Los otros fueron titulados Muy triste, muy triste y Si en vez de dormir.

## La obra y el entorno

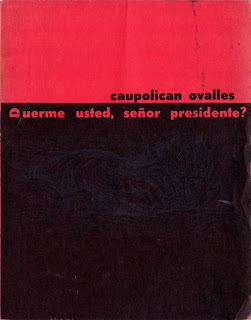

Los versos de ¿Duerme usted, señor Presidente?, con figuras poéticas que oscilan entre la mofa y el lirismo, pretendían desnudar desde la palabra las inconsistencias del gobierno de Betancourt, con una mirada que atravesaba el crisol del inconformismo de los grupos de la izquierda venezolana. Su escritura está también regida en términos estéticos por el desarrollo de la vanguardia literaria, que nació a nivel global en respuesta al agotamiento de los cánones formales.
En el prólogo, el también escritor Adriano González León describió al ejemplar como «desusadamente adicto al desafío, aprovechando la materia hasta ahora denominada ‘no poética’, en un giro decididamente singular, porque existe una fatiga cuando se descubre la ineficiencia de la palabra tradicional, lo inoportuno del ejercicio culto, la triste invalidez de lo literario cuando ‘arrecia la enfermedad de vivir’».
En ese sentido, continúa, «en el caso de Caupolicán Ovalles, además del cansancio verbal, existen otras razones de fastidio, demasiado concretas, demasiado evidentes en nuestra hora hasta para el ojo menos alerta, que lo arrastran al abandono de toda preocupación correcta y normal por el lenguaje».
El escritor, docente e investigador de literatura Miguel Marcotrigiano asegura que en el libro «la figura del ‘presidente de la república’ (así, en minúscula) aparece caracterizada en este poema como inconsciente, minimizada en su masculinidad, ignorante de la realidad, con aires de grandeza, demagógica y se le endilgan pecados como la gula, la soberbia, la avaricia y algunos más».
Además, el autor concreta «Si entendemos por un clásico de la literatura la capacidad de trascender en el tiempo y espacio de un tiempo literario y la cualidad consistente en la adaptación a circunstancias similares, aun cuando ya no estén activos los contextos de origen, este poema, ¿Duerme usted, señor Presidente?, de Caupolicán Ovalles, constituye en cierto modo este concepto».

## Consecuencias
Así como la obra pretendía describir y reinventar desde la palabra un hecho social, la publicación de ¿Duerme usted, señor Presidente? también ocasionó que Ovalles padeciera más allá de las letras. Perseguido de inmediato, partió de Venezuela en exilio hacia Colombia, mientras que Adriano González León, fue detenido y llevado a la cárcel por haber elaborado el prólogo de la obra: "Investigación de las basuras". La primera edición, además, fue confiscada por la policía.

## Enlaces
- Caupolicán Ovalles (escritor)
- Selección de poemas de Caupolicán Ovalles
- Duermes usted señor presidente, Editorial El Perro y La Rana (E-Book)